# 韋布冰原島峰
83°24′S 56°42′W / 83.400°S 56.700°W
韋布冰原島峰（英語：Webb Nunataks）是南極洲的冰原島峰，位於伊利沙伯女皇地，處於馬代嶺以西3.7公里，屬於彭薩科拉山脈中尼普頓山脈的一部分，美國地質調查局根據測量和該國海軍的空中照片繪入地圖，現時由南極條約體系管理。